# Рефлектор (зеркало)

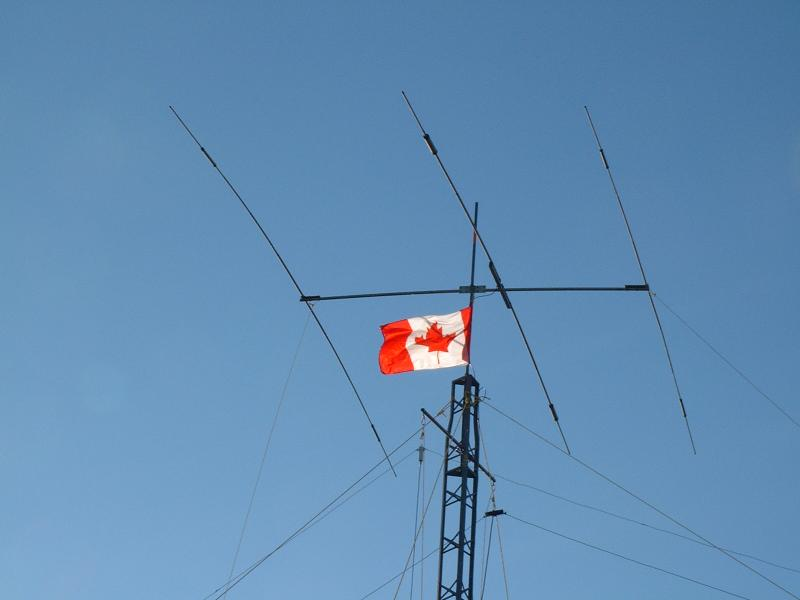
радиоантенна с рефлектором (задний, самый длинный стержень)

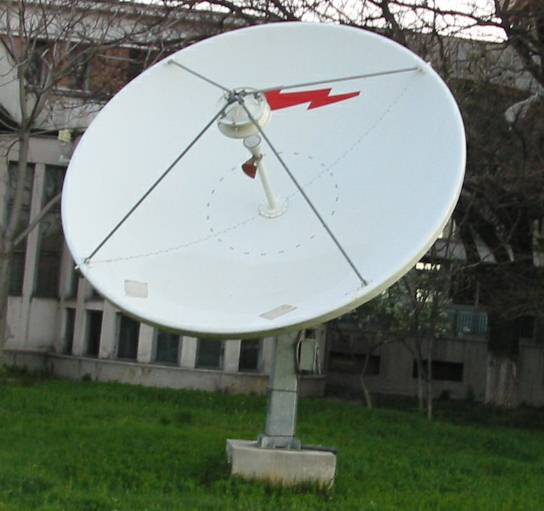
прямофокусная параболическая зеркальная антенна

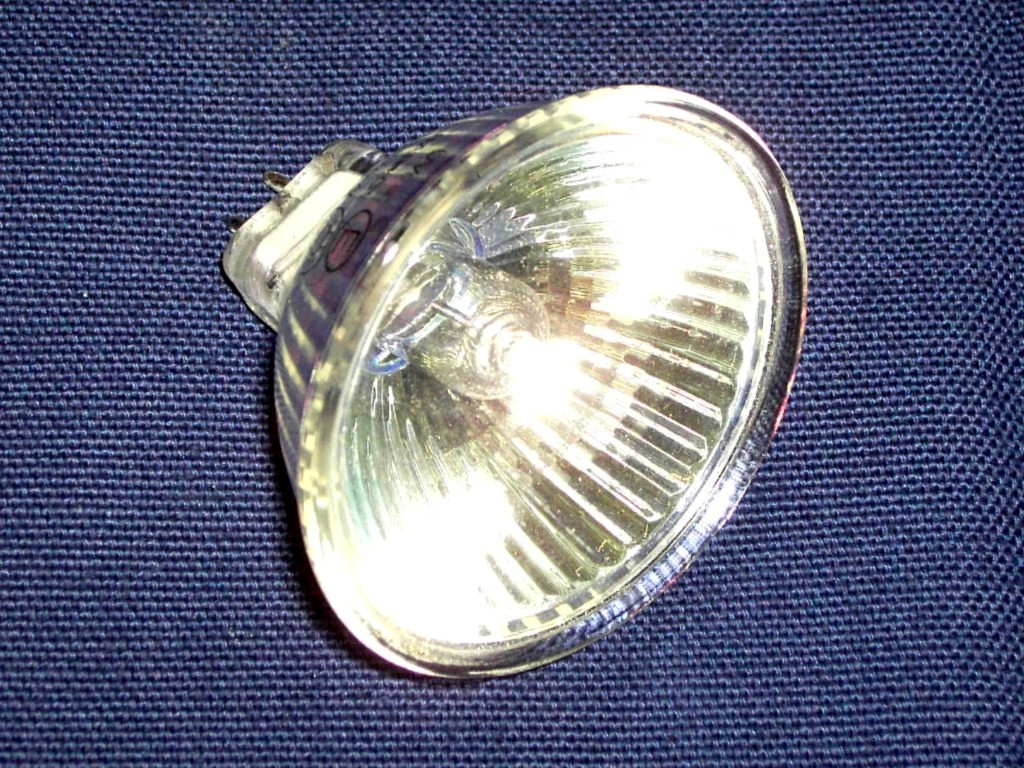
галогенная лампа со встроенным рефлектором

Рефле́ктор (от лат. reflectere «отражать») — составная часть ряда типов приёмников (антенн, телескопов, радиотелескопов) или источников теплового, светового, ультразвукового или любого другого излучения, представляющая собой зеркало, чаще всего в форме параболоида вращения (для компактных источников или приёмников) или параболического цилиндра (для линейных источников или приёмников).

## В радиотехнике
В антеннах бегущей волны рефлектор является отражателем (в отличие от директора), или зеркалом для апертурных зеркальных антенн.

## В светотехнике
В светотехнике рефлекторы (как отдельные, так и совмещённые с колбой лампы накаливания) используются для изменения диаграммы направленности источника света, создания более направленного пучка света, например, в прожекторах и фарах.